# Kadrema
Kadrema (en llatí Cadrema, en grec antic Κάδρεμα) era una ciutat de Lícia, colònia d'Òlbia. Res se sap de la seva història. El seu nom sembla que vol dir "camp de blat". Podria ser l'actual Gormak, que se situa a un extrem del que havia estat l'antic territori d'Òlbia.